# Auguste-Félix Désaugiers
Auguste-Félix Désaugiers (Frejús, 1770 - París?, 1836) fou un diplomàtic i literat francès. Era fill de Marc-Antoine (1739-1793) i germà del poeta i dramaturg Marc-Antoine Madeleine (1772-1827).
Va ser consol general a Copenhaguen i va escriure un gran nombre de llibrets d'òpera, considerant-se com el millor el titulat Virginie, amb música de Henri-Montan Berton (1823).